# La Floreña, Veracruz
La Floreña är en ort i Mexiko.   Den ligger i kommunen Colipa och delstaten Veracruz, i den sydöstra delen av landet, 260 km öster om huvudstaden Mexico City. La Floreña ligger 247 meter över havet och antalet invånare är 178.
Terrängen runt La Floreña är kuperad åt nordost, men åt sydväst är den bergig. Runt La Floreña är det ganska tätbefolkat, med 100 invånare per kvadratkilometer. Närmaste större samhälle är Misantla, 15,2 km väster om La Floreña. I omgivningarna runt La Floreña växer huvudsakligen savannskog.